# زنبق خلاب
الزنبق الخلاب أو الزنبق الخلاب نوع نباتي ينتمي إلى جنس الزنبق من الفصيلة الزنبقية.

## البيئة والانتشار
موطنه اليابان.